# Original Prankster
«Original Prankster» (в переводе с англ. — «прирожденный проказник») — песня американской панк-рок-группы The Offspring, выпущенная 24 октября 2000 года в качестве первого сингла из шестого студийного альбома Conspiracy of One. В записи композиции принимал участие рэпер Redman. В 2005 году песня была включена в сборник хитов The Offspring Greatest Hits.
До выхода Conspiracy of One The Offspring разместили «Original Prankster» на своём официальном сайте в виде бесплатного загружаемого MP3-файла. Позже был проведен конкурс, в ходе которого первому загрузившему эту песню должен был быть присуждён $ 1 млн.
Сингл имел большой успех; Австралийской ассоциацией звукозаписывающих компаний «Original Prankster» был признан платиновым. Кроме того, в Великобритании он получил статус серебряного.
Композиция «Original Prankster» прозвучала в комедийном фильме Животное и была использована в мультсериалах Шоу Кливленда и Дарья.

## Список композиций

### 1 версия
| №  | Название                    | Длительность |
| -- | --------------------------- | ------------ |
| 1. | «Original Prankster»        | 3:40         |
| 2. | «Come Out Swinging»         | 2:40         |
| 3. | «Staring at the Sun» (Live) |              |

### 2 версия
| №  | Название                    | Длительность |
| -- | --------------------------- | ------------ |
| 1. | «Original Prankster»        | 3:40         |
| 2. | «Dammit, I Changed Again»   | 2:40         |
| 3. | «Come Out Swinging»         | 2:40         |
| 4. | «Gone Away» (Live)          | 4:27         |
| 5. | «Staring at the Sun» (Live) |              |

## Позиции в чартах
| Чарт (2000—2001)                           | Высшая позиция |
| ------------------------------------------ | -------------- |
| Австралия (ARIA)                           | 5              |
| Бельгия/Фландрия (Ultratip Bubbling Under) | 6              |
| Бельгия/Валлония (Ultratop 50)             | 40             |
| Canadian Rock/Alternative chart (RPM)      | 5              |
| Финляндия (Suomen virallinen lista)        | 12             |
| Франция (SNEP)                             | 34             |
| Германия (GfK)                             | 46             |
| (IRMA)                                     | 24             |
| Италия (FIMI)                              | 11             |
| Нидерланды (Single Top 100)                | 44             |
| Новая Зеландия (Recorded Music NZ)         | 34             |
| Норвегия (VG-lista)                        | 7              |
| Polish Singles Chart                       | 29             |
| Испания (PROMUSICAE)                       | 17             |
| Швеция (Sverigetopplistan)                 | 5              |
| Швейцария (Schweizer Hitparade)            | 20             |
| (The Official Charts Company)              | 6              |
| Billboard Hot 100                          | 70             |
| Billboard Hot Mainstream Rock Tracks       | 7              |
| Billboard Hot Modern Rock Tracks           | 2              |

## Участники записи

### The Offspring
- Декстер Холланд — вокал, ритм-гитара
- Кевин Вассерман — гитара
- Грег Криссел — бас-гитара
- Рон Уэлти — барабаны

### Другой персонал
- Redman: вокал
- Продюсирование и микширование: Брендан O’Брайен
- Звукорежиссёр: Ник ДиДиа
- Мастеринг: Эдди Шрейер